# Боевой клич (роман)
«Боевой клич» (англ. Battle Cry) — первый роман американского писателя Леона Юриса, написанный в 1953 году по мотивам собственной биографии. Роман описывает подготовку и службу в Корпусе морской пехоты США в период Второй мировой войны.
Роман был хорошо встречен критикой и читателями и экранизирован в 1955 году. На русском языке роман вышел в 1995 году в харьковском издательстве «Рубикон».

## Сюжет
Рассказ в книге в основном ведётся от первого лица, в качестве рассказчика выступает начальник службы связи батальона сержант морской пехоты по кличке Мак.
Новобранцы, призванные в армию США, попадают в лагерь подготовки Корпуса морской пехоты в Сан-Диего. После окончания курса и школы радистов группа солдат отправляется на Тихий океан в составе 6 полка морской пехоты. Роман описывает реальные сражения, в частности битву за Гуадалканал, битву за Тараву и битву за Сайпан.

## Рецензии
«Боевой клич» — один из оригинальных, непохожих на другие романов о Второй мировой войне. По мнению автора книги «Леон Юрис: жизнь бестселлера», он единственный, кто сумел выразил положительное точку зрения на войну, невзирая на присущие ей ужасы. Патриотизм и героизм вместо нигилизма и трусости — темы поднятые писателем.

## Экранизации
Роман был экранизирован в 1955 году под тем же названием компанией Уорнер Бразерс. В ролях были заняты Ван Хефлин, Алдо Рэй и Мона Фриман. Фильм был номинирован на Оскар в 1956 году.